# Аузы-Кокарал
Аузы-Кокарал (каз.Аузы-Көкарал) — бывший пролив в Аральском море, до конца 1960-х годов отделявший остров Кокарал от материка с запада.

## История
Пролив образовался тогда же, когда и остров Кокарал — в XVII веке после снижения уровня моря. До 1960-х годов имел ширину 1,5 км и наибольшую глубину 3 м. Уже к 1964 году, как можно увидеть на спутниковых снимках, существовал узкий (не более 300 м) перешеек между Кокаралом и материком. Де-факто пролив уже тогда прекратил существование, хотя на картах обозначался до начала 1980-х годов. К 1980 году исчезли остатки пролива, и полуостров Кокарал присоединился к материку широким основанием. В отличие от пролива Берга, Аузы-Кокарал не имел хозяйственного значения, и его высыхание не пытались приостановить.

## Современность
В рамках проекта РРСАМ-2, ставящего целью повышение уровня Малого Аральского моря, планируется строительство шлюзового канала в исчезнувшем проливе. Канал будет осуществлять водосброс из Малого Арала в Большой, и таким образом, позволит поднять и уровень последнего. Начало строительства планируется на 2018 год.